# 淡海有守
淡海 有守（おうみ の ありもり、生没年不詳）は、平安時代前期の貴族。姓は朝臣。官位は従五位下・筑後守。

## 経歴
大外記を経て、陽成朝の元慶6年（882年）巡爵により従五位下・安芸介に叙任される。のち、備後介に遷り、元慶7年（883年）6月に筑後守・都御酉が下僚の国司に射殺されたため、7月に有守が後任の筑後守に任ぜられている。

## 官歴
注記のないものは『日本三代実録』による。
- 時期不詳：大外記
- 元慶6年（882年） 正月7日：従五位下。2月3日：安芸介[2]
- 時期不詳：備後介
- 元慶7年（883年） 7月16日：筑後守